# Johannes Birringer
Johannes Birringer (* 30. November 1953 in Schmelz, Saarland) ist ein freischaffender Regisseur, Choreograf und Videokünstler. Er lebt und arbeitet in London, Houston und im Saarland.

## Leben

### Ausbildung und Hochschule
Birringer belegte ein Studium der Anglistik, Theaterwissenschaft und Geschichte an der Universität Trier (1978 Staatsexamen, 1979 M.A.). Auslandsstipendien erhielt er zum Theaterstudium an der University of Cambridge und der Yale University. Seine Promotion erfolgte 1983 über Christopher Marlowe: Marlowe’s „Dr. Faustus“ and „Tamburlaine“. Theological and theatrical perspectives. Es folgten Gastdozenturen an der Yale University, University of Texas at Dallas, Rice University Houston, am Institut für Angewandte Theaterwissenschaft Gießen und an der Northwestern University. Außerdem war er Fellow am Anthropologischen Institut der Rice University und am Institut für Kunst und Medien des University College Chichester (England); von 1999 bis 2003 war Birringer Dozent an der Hochschule für Tanzforschung der Ohio State University (Leiter des Tanz-Technologie-Studiengangs). 2003 war er Principal Research Fellow an der Hochschule für Kunst und Design der Nottingham Trent University. Seit 2006 hat Birringer den Lehrstuhl für Drama & Performance Technologies an der Londoner Brunel-Universität inne.

### Theaterarbeiten, Ausstellungen und Forschungslabors
International bekannt wurde Birringer durch seine 1992 entstandene Experimental-Oper Orpheus und Eurydike, die in Chicago Premiere hatte. Gemeinsam mit Imma Sarries-Zgonc choreografierte er das Tanz-Film-Stück AlienNation (1993), das zur Gründung der AlienNation Compagnie führte.
Der in Kuba gedrehte lyrische Spielfilm La lógica que se cumple wurde im Dezember 1996 auf dem Internationalen Filmfestival in Havanna uraufgeführt und im April 1997 auf dem Chicago Latino Film Festival gezeigt. Zusammen mit Imma Sarries-Zgonc zeigte Birringer Before night falls als Installations-Performance in dem Projekt Metamorphosen (Großsedlitz-Dresden) und stellte mit Maria de los Angeles Romero Fishgarden bei der Vogelfrei-Biennale 1999 in Darmstadt aus. Gemeinsam mit dem Projekt-Team environments stellte er interaktive Tanz-Installationen in Columbus aus; das Projekt ghost island wurde 2001 auf der Intermediale in Mainz aufgeführt.
Das Ensemble der AlienNation Co. (Houston) gastierte zum ersten Mal 1994 während des Grenzland-Festivals an der Oder in Deutschland; weitere Gastspiele folgten in Dresden, Dänemark, den Niederlanden, in Slowenien, Finnland, Kanada, USA und Kuba. Nach der Wende verstärkte Birringer seine Projekt-Zusammenarbeit mit Künstlern in Ostdeutschland und Osteuropa. 1994 gewann er den Kunstpreis der IG Medien für das Projekt Verschlossene Räume in Eisenhüttenstadt. 1995 arbeitete er mit Dresdner Künstlern und dem Zentrum für zeitgenössische Musik (DZzM) und hatte die Uraufführung der Parsifal-Rauminstallation im Festspielhaus Hellerau. Weitere Kunst- und Medienprojekte im öffentlichen Raum folgten, u. a. Parachute, ein städtisches Tanz- und Musikprojekt, das vom Internationalen Fotofest Houston 1998 in Auftrag gegeben wurde.
Seit 1995 leitet Birringer internationale Workshops für Performance-Technologien. Seit 1998 sind erste Netzkunst-Arbeiten im Internet zu finden. 1999 entstand die multimediale Oper Mirak, die in Houston uraufgeführt wurde. Die Vespucci-Filminstallation über die Halluzinationen eines in der MIR eingeschlossenen Kosmonauten wurde in den USA, England und Brasilien gezeigt. Die in Dresden mit Orm Finnendahl und Sher Doruff 2002 programmierte interaktive Telepräsenz East by West installierte er 2003 auf dem DEAF03-Festival der V2 in Rotterdam.
Von 1998 bis 2000 kuratierte Birringer das Ausstellungs- und Performance-Programm des Winter Street Art Centers in Houston. Er richtete dort ein digitales Labor ein, das Medien-Workshops für Jugendliche und Kinder anbietet.
An der Ohio State University gründete Birringer 1999 das Forschungslabor environments mit drei parallellaufenden Forschungsrichtungen: 1. interaktive Technologien und digitales Interfacedesign, 2. telematische Performance, Kommunikationskunst und Interaktion im Internet, und 3. Motion Capture, Animation und virtuelle Bildraumgestaltung.
Im Sommer 2003 gründete er auf dem Gelände des ehemaligen Bergwerks Göttelborn das Internationale Interaktionslabor, ein Forschungslabor für digitale Medien und interaktive Architektur. Das Labor fand bis 2014 periodisch im Sommer statt mit Medienkünstlern, Programmierern und Ingenieuren aus aller Welt. 2014 veröffentlichte das Labor seine dritte Publikation, das Manifest der Interaktionskunst.
In Nottingham führte er im neuen Telematics Lab Forschungen zum interaktiven Design für Streaming Media durch und gründete gemeinsam mit der Modedesignerin Michèle Danjoux das Design and Performance Lab, ein Labor zur Entwicklung von Prototypen intelligenter Kleidung und sensorischen Textilien, verknüpft mit den fortlaufenden Arbeiten der ADaPT-Telepräsenz-Gruppe, die er 2000 mitgegründet hat. Das DAP-Lab befindet sich jetzt im Forschungszentrum für Contemporary and Digital Performance an der Brunel-Universität in London. Ende November 2005 organisierte er in Nottingham das Digital Cultures Lab für Tanz-Technologien, ein internationales Spitzentreffen von Choreographen und Digitalkünstlern. Danach produzierte er mehrere interaktive Tanzinstallationen, Suna no Onna, nach Die Frau in den Dünen von Abe Kōbō, uraufgeführt am Laban Center London (2008), gefolgt von dem Forschungsprojekt UKIYO (Moveable Worlds), bei welchem DAP-Lab und Keiō-Universität / iNETdance (Japan) zusammenarbeiteten. UKIYO wurde 2012 in London im Sadler’s Well Theater aufgeführt, und an anderen Orten gezeigt. Eine neue Serie von immersiven Tanzinstallationen, Metakimosphären, entsteht 2015–17 als Teil eines europaweiten Projekts, METABODY. Das DAP-Lab wird zu einem der führenden experimentellen Tanz-Laboratorien für tragbare Medien (sogenannte wearables).
Birringer ist Mitherausgeber des PAJ Performing Arts Journal und schrieb Beiträge für zahlreiche Kunstzeitschriften. Er ist Mitherausgeber der Schriften des Interaktionslabors: Wechselwirkung (2004), Spielsysteme (2006), Manifest der Interaktionskunst (2014) und Herausgeber der Reflexiones sobre Performance, Cultura y Tecnología / Reflexions on Performance, Culture & Technology.

## Werke

### Theaterproduktionen und Filme
- 1986 Hamletmachine, Tanztheaterproduktion, Premiere am UTD Theatre Dallas
- 1987 Description of a Landscape, Performance/Ausstellung. Premiere am UTD Theatre, Dallas; ausgestellt im Lawndale Art Center, Houston 1988
- 1988 Translations, Regie am Satellite Theatre, Houston
- 1989 Invisible Cities, Tanztheaterperformance, Premiere am Lawndale Art Center, Houston
- 1990 Borderland, Dokumentarfilm. Erstaufführung am Rice Media Center, Houston. Vielfach gezeigt: u. a. Greenway 3 Plaza Theatre, Houston; Studio 71 New York; Hallwalls Gallery Buffalo; Houston International Film Festival; Universidad Nacional Madrid; Chicago Filmmakers; Saarländisches Künstlerhaus Saarbrücken, Grenzland-Festival Eisenhüttenstadt
- 1990 Ad Mortem, film-dance-music concert, premiered at Lawndale Art Center and Diverse Works, Houston
- 1992 Orpheus and Eurydike, Oper. Erstaufführung am Josephine Louis Theatre, Evanston-Chicago
- 1993 AlienNation, Tanztheater. Premiere am Josephine Louis Theatre (Evanston-Chicago) und danach aufgeführt in Deutschland, Frankreich, den Niederlanden, Slowenien, beim Cleveland Performance Art Festival und im Gran Teatro de La Habana, Kuba
- 1993 From the Border, multikulturelles Performance-Festival, Northwestern University (Illinois)
- 1994 Preisträger des IG-Medien-Kunstwettbewerbs Schlaraffenland – Sabotage virtueller Welten
- 1995 Lovers Fragment's, Tanztheater- and Filmperformance, Premiere am Barber Theatre, Evanston-Chicago, später aufgeführt in Cleveland und Dresden
- 1995 Parsifal,  gemeinschaftliche ortsspezifische Operninstallation, Premiere am Festspielhaus Hellerau, Dresden
- 1995 La lógica que se cumple,  Filmprojekt. Internationale Premiere beim Filmfestival in Havanna 1996;  weiterhin gezeigt beim Chicago Latino Film Festival 1997, bei der Latin American Theatre Conference an der Univ. of California-Irvine u. a.
- 1995 Closed Spaces,  postdramatisches Theaterprojekt, aufgeführt in Eisenhüttenstadt
- 1998 Parachute, Performance und Installation, International FotoFest Houston
- 1998 North by South, Tanztheater. Premiere bei Diverse Works, Houston
- 1999 Vespucci,  Filminstallation, Premiere am Winter Street Art Center; ausgestellt in: ACA Gallery, Austin, Texas; Performance Studies International Conference, Tempe, Arizona; Performance Platform, Dartington College, England; University of Brasília Art Gallery,  Brasília; Media Center, Graduate School of Semiotics and Communication-PUC-University, São Paulo
- 1999 Mirak, Science-Fiction-Tanzoper, Premiere: DiverseWorks, Houston
- 2002 Embers,  Telepräsenz-Tanz, Premiere am American College Dance Festival, Ann Arbor, Michigan
- 2002 Here I come again (Flying Birdman), eine Telepräsenz-Performance, die fünf Sites in den USA und zwei in Brasilien verbindet, gemeinsam produziert von ADaPT und inszeniert vom Environments Lab
- 2003 Sueño, multimediales Drama (Autor: Angeles Romero), inszeniert an der Mount Hall, Columbus.
- 2004 Ensaio sobre a cegueira, interaktive Operninstallation, Premiere: Interaktionslabor Göttelborn
- 2004 Xu, Tanzfilm, Peking, China
- 2005 Canções dos olhos / Augenlieder, intermedialer Liedzyklus, Premiere: Interaktionslabor Göttelborn
- 2006 See you in Walhalla, Live-Spiel-Performance, gemeinsam erstellt von Interaktionslabor und amorphy.org, Premiere am IME Industrial Performing Arts Complex, Athen, Griechenland
- 2007 Suna no Onna, interaktive Tanzperformance, gemeinsam mit DAP-Lab, uraufgeführt am Laban Centre, London, wiederholt am Watermans Art Center 2008.
- 2008 Corpo, Carne e Espírito, digital oratorio (with music composed by Paulo Chagas), Premiere am FIT-BH Festival, Klauss Vianna Theatre, Belo Horizonte, Brasilien
- 2009–10 Ukiyo (Moveable World), choreografische Installation, erstellt mit DAP Lab und InetDance Japan / Maison d'Artaud, Tokio. Uraufführung am Artaud Performance Center, Brunel University, West London; Varianten in Maribor und London (Sadler’s Wells)
- 2012 for the time being (Victory over the Sun), choreosonic dance work, Watermans, London, International Festival of Digital Art
- 2014 for the time being (Victory over the Sun), Tanzoper, Lilian Baylis Studio-Sadler’s Wells, London
- 2015 metakimosphere no.2, immersive Tanzinstallation, Mediaklab Prado, Madrid, Spanien
- 2016 Sisyphus of the Ear,  Live Film-Konzert, mit Musik von Paulo C. Chagas, Ufa, Moskau, Russland; Hong Kong

### Bücher (Auswahl)
- 1991 Theatre, Theory, Postmodernism (Bloomington: Indiana UP).
- 1998 Media and Performance: along the border (Baltimore: Johns Hopkins UP).
- 2000 Performance on the Edge: Transformations of Culture (London: Continuum).
- 2008 Performance, Technology, and Science (New York: PAJ Publications).

Birringer ist Mitherausgeber der Anthologie Tanz im Kopf/Dance and Cognition (2005), veröffentlicht von der German Dance Association (GTF), und Die Welt als virtuelles Environment (2007, TMA Hellerau).  Mit Josephine Fenger gab er 2011 den GTF-Band Tanz und WahnSinn / Choreomania heraus.